# Lietuvos studentų krepšinio lyga
Die Lietuvos studentų krepšinio lyga (LSKL) ist eine  	1998 errichtete Liga im Hochschulsport für Studenten-Basketball in Litauen. Hier spielen 9 Teams. Die Liga besteht aus 2 Divisionen (Gruppen): 1. und 2. Männer-Gruppe  und Frauen-Gruppe. Professionelle Basketballspieler dürfen in der Liga spielen. Einige Male wurde litauischer Meister das Team von Vytauto Didžiojo universitetas (VDU) aus der zweitgrößten Stadt Kaunas. Der Leiter ist Rimantas Cibauskas. Der Hauptsponsor ist Mūsų laikas.

## Teams
- Vytauto Didžiojo universitetas
- Klaipėdos universitetas
- Lietuvos sporto universitetas (LSU)
- Lietuvos edukologijos universitetas (LEU)
- Kauno kolegija
- LCC tarptautinis universitetas
- Šiaulių universitetas
- Aleksandro Stulginskio universitetas
- Kauno technologijos universitetas